# بيل بالارد
بيل بالارد هو مروج موسيقى كندي، ولد في 10 نوفمبر 1946، وتوفي في 14 مارس 2014 بسبب سرطان.